# Eremogone procera
Eremogone procera — вид квіткових рослин родини гвоздикових (Caryophyllaceae).

## Біоморфологічна характеристика
Це багаторічна рослина 30–50(65) см заввишки, без запушення чи шерстиста. Квітконосні стеблини прямі, прості, слабо залистнені, голі. Прикореневі листки 5–7(20) см завдовжки, стеблові — 2–3 см. Суцвіття нещільні, дрібноквіткові. Чашолистки 4–6 мм завдовжки, пелюстки в 2 рази, а коробочки — в 1.5 довше чашолистків. Плоди — ширококонічні коробочки. Насіння від ниркоподібного до округлого, 1.1–1.5 × 0.9–1.1 мм, поверхня тьмяна, чорна. 2n=22.

## Поширення
Росте у Євразії від Австрії до Західного Сибіру й Казахстану.
В Україні вид росте на трав'янистих схилах, узліссях лісів — Закарпаття (м. Виноградове), між Прутом та Дністром (Івано-Франківська обл., м. Косів, гора Михалкова); у Лісостепу, часто; у Степу (на півночі), зрідка.